# Blessing Oborududu
Blessing Oborududu (født 12. marts 1989) er en nigeriansk bryder, der konkurrerer i freestyle i 63 kg-klassen. 
Hun repræsenterede sit land under sommer-OL 2012 i London, hvor hun blev elimineret i anden runde.
Under sommer-OL 2020 i Tokyo, som blev afholdt i 2021, vandt hun sølv.